# Монастир Ставронікіта
40°16′04.74″ пн. ш. 24°16′36.24″ сх. д. / 40.2679833° пн. ш. 24.2767333° сх. д.
Монастир Ставронікіта (грец. Μονή Σταυρονικήτα) — грецький чоловічий православний монастир на Святій горі Афон, займає в святогірській ієрархії п'ятнадцяте місце. Розташований на східному узбережжі півострова Айон-Орос, за годину ходу від монастиря Івірон та півтори години від Карієса.

## Історія
Афонський монастир Ставронікіта заснований Константинопольським патріархом Єремії I в 1553 році з нагоди здобуття ікони святителя Миколая. Соборний храм (католікон) також освячений в ім'я святителя Миколая Чудотворця.
Крім соборного храму, діють паракліси: Введення Пресвятої Богородиці; святих Архангелів; святих великомученика Димитрія Солунського, святого великомученика Георгія Побідоносця і святого священномученика Елевтерія. Поза монастирем діють 11 церков.
Башта монастиря виконувала оборонні функції ще до його заснування (XI ст.) та добудовувалась у пізніші роки (два верхні поверхи додано після 1744 року). Її розміри становлять 8,5 на 8,5 метра, а висота 25 м

## Реліквії
Обитель уславлена чудотворною іконою Святого Миколая мозаїчної роботи (знайдена в морі). Крім невеликої частини Животворящого Древа Хреста Господнього, зберігаються мощі: рука святої праматері Анни, частина зі шкірою і плоттю від руки святого Василія Великого, права рука священномученика Елевтерія, частини від ліктів святого Івана Золотоустого, святого Григорія Богослова та святого архідиякона Стефана, святих безсребреників Косьми й Даміана, ребра святих мучеників Карпа й Папіли та святого Іоасафа, царевича Індійського; частина від руки святого Феодора Стратилата, частина святого Амвросія Медіоланського, миро святого Димитрія Солунського, миро святого Миколи Чудотворця, частина щелепи з трьома зубами святого Івана Предтечі. Найціннішою пам'яткою бібліотеки монастиря є псалтир, який, за переказами, належав святому Івану Золотоустому.
Бібліотека монастиря містить 171 рукопис (58 на пергаменті) та 2500 друкованих книг.